# Antonia Pantoja
Antonia Pantoja (13 de septiembre de 1922 - 24 de mayo de 2002) fue una educadora, trabajadora social, feminista, líder de los derechos civiles puertorriqueña, y fundadora de ASPIRA, el Foro de Puertorriqueños, Boricua College, de Nueva York; y de Producir.

## Biografía
Antonia era originaria de San Juan, Puerto Rico, donde recibió su educación primaria y media. Más tarde, fue capaz de estudiar en la Universidad de Puerto Rico, con la ayuda financiera que le dieron a sus vecinos ricos. Allí obtuvo un certificado de maestra en 1942. En 1944, se trasladó a Nueva York, donde encontró trabajo como soldadora en una fábrica durante la guerra. Posteriormente obtuvo una beca para estudiar en el Hunter College en Manhattan, donde en 1952, se graduó con una licenciatura en sociología. Luego estudió en la Escuela de Trabajo Social de Nueva York, de la Universidad de Columbia, donde en 1954, obtuvo su maestría.
En 1957, Pantoja fundó el Foro de Puerto Rico (originalmente la Asociación Hispana-Estadounidense de la Juventud acrónimo en inglés HAYA), que sirvió como incubadora de organizaciones y programas que promuevan la autosuficiencia económica. Esta organización se conoce ahora como la "National Puerto Rican Forum (Foro Nacional de Puerto Rico) y tiene su sede en El Bronx.

## ASPIRA
En 1961, Pantoja también fundó ASPIRA (castellano de "aspiración"), una organización sin fines de lucro que promueve una imagen positiva de sí, el compromiso con la comunidad y la educación como un valor, como parte del proceso de ASPIRA de Puerto Rico y otros jóvenes latinos en Nueva York. ASPIRA ahora tiene oficinas en seis Estados, y en Puerto Rico y tiene su sede, la Asociación ASPIRA, en Washington D. C. Ha proporcionado aproximadamente a 50.000 estudiantes latinos orientación profesional y universitaria, ayudas financieras, y de otras índoles, y es hoy una de las mayores agencias sin fines de lucro en la comunidad latina. En 1963, la Dra. Pantoja dirigió un proyecto del Foro de Puerto Rico que resultó en el establecimiento del Proyecto Puertorriqueño para el Desarrollo (PRCDP), financiado por la Agencia Guerra contra la Pobreza del gobierno federal.

## Reforma del sistema educativo de Nueva York
En 1964, la Dra. Pantoja puso su énfasis en Programas de autoayuda para la reformulación del sistema educativo, y en 1967 fue miembro de un Comité de la alcaldía, convocado por el entonces alcalde de la ciudad de Nueva York, John Lindsay, al que le recomendó la descentralización del sistema escolar.
En 1970, estableció la Universidad Boricua, que ahora se conoce como Boricua College (que posee tres campus en NYC) y el Centro de Investigación y Recursos de Puerto Rico, en Washington D. C.. En 1973, obtuvo su Ph.D. por el Union Graduate School, en Ohio. En 1978, trabajó en la Escuela de Trabajo Social de la Universidad Estatal de San Diego, donde se convertiría en la Directora del Programa de Licenciatura en Trabajo Social. Más tarde, se convertiría en cofundadora de la Escuela de Graduados para el Desarrollo Comunitario, una institución educativa independiente privada. Esta Escuela enseña desarrollo comunitario, desarrollo económico, y de las capacidades de liderazgo de las personas en las comunidades de Estados Unidos y de Puerto Rico.
En 1972, ASPIRA de Nueva York, bajo la dirección del Dr. Mario Anglada, y con el apoyo de la Dra. Pantoja, presentó una demanda de derechos civiles en una Corte Federal de Distrito exigiendo que la ciudad de Nueva York ofreciera instrucción en el aula, en castellano, para estudiantes latinos con dificultades. ASPIRA firmó un decreto de consentimiento con la Junta de Educación de NYC en 1974, que se considera un hito en la historia de la educación bilingüe en EE. UU. Aunque a la Dra. Pantoja se le atribuye haber introducido esta demanda histórica, en realidad ya no con ASPIRA en el tiempo y ya no estaba directamente involucrada.

## Honores

### Galardones y reconocimmientos
Entre los numerosos premios y reconocimientos de Pantoja son los siguientes:

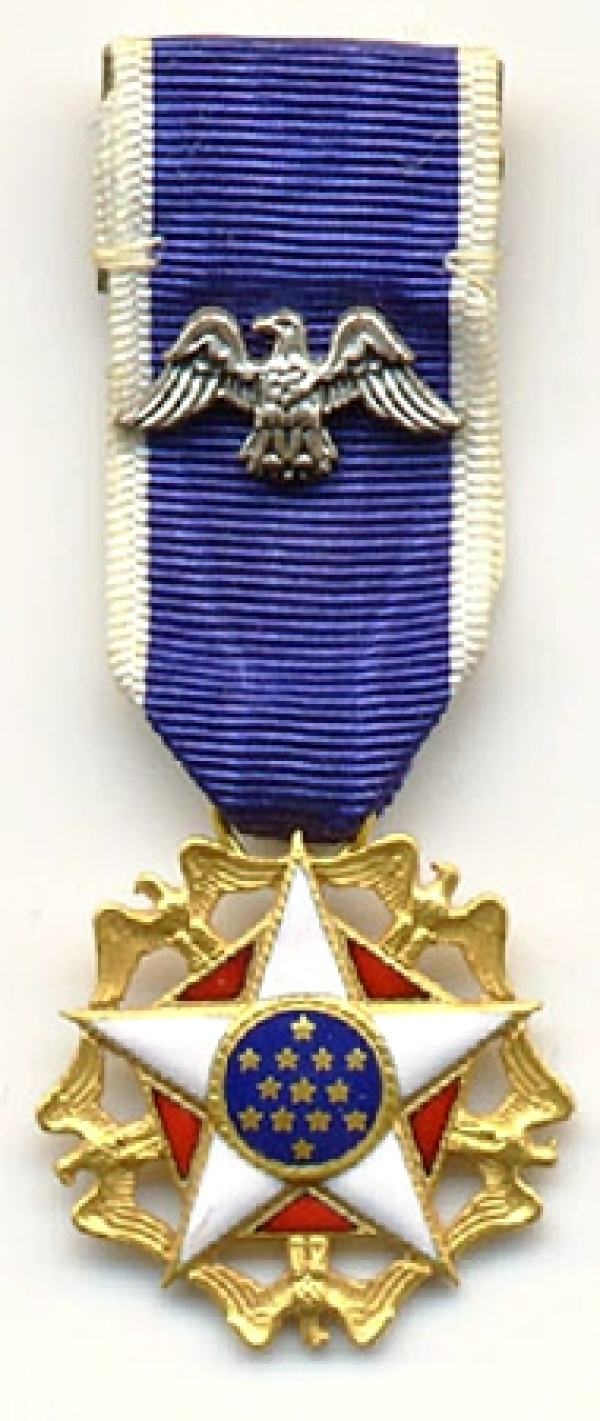
Premiada con la Medalla Presidencial de la Libertad, en 1996

- Introducida al Salón de la Fama del Hunter College
- Premio de la Herencia Hispana
- Premio Julia de Burgos de la Casa Cultural de la Yale University
- Doctorado en Letras Honorario por la Universidad de Connecticut
- Doctor Honoris Causa por la Universidad de Massachusetts Amherst
- Doctor honoris causa por la Universidad de Puerto Rico
- Galardón del Hunter College Professional Achievement
- Premio a la Trayectoria, por la Junta de Regentes del Estado de Nueva York

En 1996, el presidente Bill Clinton la honró con la Medalla Presidencial de la Libertad, siendo la primera mujer puertorriqueña en recibir tal distinción.

## Últimos años
Luego de 1984, Pantoja se mudó a Puerto Rico por razones de salud, donde estableció a Producir, una organización que brinda asistencia económica a las pequeñas empresas, y Provivienda, que trabaja para el desarrollo de viviendas para los necesitados. En 1998 regresó a Nueva York, llegando a la conclusión de que era claramente ahora nuyoricana, dadas sus experiencias personales negativas en Puerto Rico.
En 2002, Pantoja publicó su autobiografía, Memoir of a Visionary: Antonia Pantoja. En sus memorias, aludió ser un lesbiana y habló de su decisión de no hacerlo público antes de esa fecha, acerca de su orientación sexual.
Antonia Pantoja falleció de cáncer en Manhattan, Nueva York, el 24 de mayo de 2002. Le sobrevive su pareja de mucho tiempo, la Dra. Wilhemina Perry. La cineasta Lillian Jiménez, del Centro Latino Educacional de Media, en la ciudad de Nueva York, está terminando un documental sobre la vida de la Dra. Pantoja.
En algún momento alrededor de 2003-2004, una rama de las BPS (Escuelas Públicas de Buffalo), PS 18, se renombró a Pantoja, en Buffalo, Nueva York.

## Algunas publicaciones
- "Memoir of a Visionary: Antonia Pantoja", Houston: Arte Público Press, 199 pp. ISBN 1-61192-220-8, ISBN 978-1-61192-220-2 en línea (2002)

- "Puerto Ricans in New York: A Historical and Community Development Perspective", Centro: Journal, Vol. 2, No. 5, Spring 1989, pp. 21–31

- "A Guide for Action in Intergroup Relations", Social Group Work: Selected Papers from the National Conference on Social Welfare, 1961

- "A Third World Perspective: A New Paradigm for Social Science Research", Research: A Third World Perspective, Western Interstate Commission for Higher Education, 1967, pp. 1–17

- "Community Development and Restoration: A Perspective and Case Study", Community Organizing in a Diverse Society. Edited by John L. Erlich and Felix G. Rivera. Boston: Allyn and Bacon, 1998., pp. 220–242

- "Cultural Pluralism, A Goal to be Realized", Voices from the Battlefront: Achieving Cultural Equity. Edited by Marta Moreno Vega and Cheryll Greene. New Jersey: Africa World Press Inc., 1993, pp. 135–48

- "Social Work in a Culturally Pluralistic Society: An Alternative Paradigm", Cross-Cultural Perspectives in Social Work Practice. Houston: University of Houston, 1976, pp. 79–95

- "The University: An Institution for Community Development", Coming Home: Community-based Education and the Development of Communities. Washington D. C.: Clearing House for Community-based, Free-standing Educational Institutions, 1979, pp. 28–33

- "Toward the Development of Theory: Cultural Pluralism Redefined", Journal of Sociology and Social Welfare IV, 1976, pp. 125–46

## Notables alumnos de ASPIRA
Entre los destacados graduados de ASPIRA de Nueva York, conocidos como "Aspirantes", son:
- Fernando Ferrer, expresidente del Bronx
- Angelo Falcón, prominente politólogo
- Anthony Romero, director ejecutivo de la Unión Estadounidense por las Libertades Civiles
- Ninfa Segarra, ex Pte. de la Junta de Educación de Nueva York, teniente de alcalde del Mayor Rudolph Giuliani
- Aída Álvarez, exdirectora de la Small Business Administration under President Bill Clinton;
- Nelson Díaz, primer procurador general puertorriqueño en Filadelfia
- Jimmy Smits, actor boricua
- Luis Guzmán, actor de carácter
- Dra. Isaura Santiago Santiago (Ph.D., Fordham University), primera mujer puertorriqueña titular en la Universidad de Columbia y Puerto Rico primera mujer presidente de Hostos Community College de la City University of New York
- Digna Sánchez, quien dirigió organizaciones como el Partido Socialista Puertorriqueño (PSP), MADRE y Líderes de Aprendizaje en la ciudad de Nueva York, que también trabajó en el Fondo de Defensa Legal de Puerto Rico, la United Way de la ciudad de N. York, y la Sesame Workshop
- Amilkar Velez-Lopez, Newark, NJ.
- Nilda I. Ruiz Singh, (M.B.A.) Pta./C.E.O. de la Asociación Puertorriqueños en Marcha, Inc. (APM)